# Scott Stewart (regista)
Scott Stewart, a volte accreditato Scott Charles Stewart (...), è un regista, sceneggiatore, produttore cinematografico, produttore televisivo ed effettista statunitense.

## Filmografia parziale

### Regista
- What We Talk About When We Talk About Love (2000)
- Legion (2010)
- Priest (2011)
- Dark Skies - Oscure presenze (Dark Skies) (2013)
- Holidays (2016)

### Sceneggiatore
- Dark Skies - Oscure presenze (Dark Skies) (2013)

### Sviluppatore effetti speciali
- Mars Attacks!, (1996)
- Il mondo perduto - Jurassic Park, (1997)
- Codice Mercury (1998)
- The Last Birthday Card (2000)
- Harry Potter e il calice di fuoco (2005) - non accreditato
- Sin City (2005)
- Una notte al museo  (2006)
- Pirati dei Caraibi - La maledizione del forziere fantasma (2006) - non accreditato
- Superman Returns (2006)
- The Host (2006)
- Die Hard - Vivere o morire (2007)
- Pirati dei Caraibi - Ai confini del mondo (2007) - non accreditato
- Grindhouse (2007)
- La battaglia dei tre regni (2008)
- Zohan - Tutte le donne vengono al pettine (2008) - non accreditato
- Iron Man (2008)